# Ptychocroca
Ptychocroca là một chi bướm đêm thuộc phân họ Tortricinae của họ Tortricidae.

## Các loài
- Ptychocroca apenicillia Brown & Razowski, 2003
- Ptychocroca crocoptycha (Meyrick, 1931)
- Ptychocroca galenia (Razowski, 1999)
- Ptychocroca keelioides Brown & Razowski, 2003
- Ptychocroca lineabasalis Brown & Razowski, 2003
- Ptychocroca nigropenicillia Brown & Razowski, 2003
- Ptychocroca simplex Brown & Razowski, 2003
- Ptychocroca wilkinsonii (Butler, 1883)